# ألتناو
ألتناو (بالألمانية: Altnau) هي بلدية سويسرية تتبع لمقاطعة كروزلينغن في كانتون تورغاو. تبلغ مساحتها 6.68 كيلومتر مربع، ويقدر عدد سكانها بـ 2149 نسمة (حسب تعداد ديسمبر 2015).